# József Újvári
József Újvári (Tóalmás, 4 aprile 1904 – Budapest, 9 gennaio 1945) è stato un calciatore ungherese, di ruolo portiere.

## Carriera
Giocò tutta la carriera nel MTK Budapest, vincendo per 2 volte il campionato ungherese (1929, 1936). Fu a lungo il secondo di Antal Szabó, sia nel club che in Nazionale.

## Palmarès

### Giocatore

#### Competizioni nazionali
- Campionato ungherese: 3

MTK Budapest: 1928-1929, 1935-1936, 1936-1937
- Coppa d'Ungheria: 1

MTK Budapest: 1931-1932